# Bad Religion
Bad Religion – amerykańska grupa punk rockowa, utworzona w Kalifornii w 1980 r. przez Grega Graffina (wokal), Bretta Gurewitza (gitara) oraz Jaya Bentleya (bas) i Jaya Ziskrouta (perkusja). Od początku Bad Religion krytykuje „amerykański sen”, a nazwa zespołu „zła religia” oznacza przede wszystkim krytykę pozbawionego samodzielnej i racjonalnej weryfikacji myślenia, opartego o wiarę i dogmaty, gdzie religia służy jako przykład.

## Historia
W 1981 roku grupa wydała swoje debiutanckie EP Bad Religion w nowo powstałej wytwórni Epitaph Records (założonej przez Bretta Gurewitza). W 1982 roku został wydany pierwszy album How Could Hell Be Any Worse?, który przysporzył zespołowi wielu fanów i sprzedał się w 30 tys. egz. W czasie jego nagrywania Jay Ziskrout opuścił zespół i został zastąpiony przez Pete’a Finestone’a. W 1983 roku grupa odeszła całkowicie od punkowego brzmienia i wydała Into the Unknown, album w dużym stopniu bazujący na brzmieniu syntezatorów. To wydanie było całkowitym zaskoczeniem i rozczarowaniem dla fanów, co skutkowało bardzo słabą sprzedażą (w ostatnich latach zainteresowanie tą płytą wzrosło: album, którego wydano jedynie 10 000 sztuk, osiąga na niektórych aukcjach internetowych cenę ponad 100 dolarów). W 1985 roku zespół wydał nowe EP – Back to the Known, na której gitarzystą był Greg Hetson (grał wcześniej solówkę w utworze Part III na How Could Hell Be Any Worse?) z Circle Jerks.
Bad Religion reaktywowali się w 1987 roku z dwoma gitarzystami: Gurewitzem i Hetsonem i wydali kolejny album – Suffer (1988). Następne płyty: No Control (1989) oraz Against the Grain (1990), których nakład przekroczył 100 tys. egz. zwiększyły popularność grupy. Przed sesją nagraniową do albumu Generator w 1992 roku zespół opuścił perkusista Pete Finestone, którego zastąpił Bobby Schayer. W 1993 roku po nagraniu kolejnego LP Recipe for Hate Epitaph odsprzedał prawa do albumu większej wytwórni Atlantic Records, gdzie odtąd miały się ukazywać wszystkie płyty Bad Religion aż do 2000 roku. Wydanie Stranger Than Fiction w 1994 roku przyniosło zespołowi największy sukces komercyjny, jednak wkrótce po tym opuścił go gitarzysta Brett Gurewitz. Oficjalnym powodem odejścia był nadmiar obowiązków, spowodowany prowadzeniem wytwórni Epitaph, jednak nie były tajemnicą jego złe relacje z resztą grupy, a w szczególności z basistą Jayem Bentleyem.
Nowym gitarzystą Bad Religion został Brian Baker, znany z takich zespołów jak Minor Threat czy Dag Nasty. Ponieważ Graffin i Gurewitz dotąd dzielili obowiązki pisania utworów, teraz ten ciężar spadł całkowicie na Grega - spowodowało to obniżenie się jakości tekstów, z drugiej strony Brian Baker znacznie wzbogacił brzmienie grupy, która tworzyła już nie tylko proste, punkowe piosenki, co pokazały albumy The Gray Race (1996), oraz No Substance (1998), promowany singlem Raise Your Voice z udziałem Campino – lidera kultowej niemieckiej grupy Die Toten Hosen. Po mniej udanej płycie The New America (2000) popularność grupy zaczęła spadać. Doprowadziło to do odejścia z Atlantic Records w 2001 roku. Niedługo po tym, z powodu poważnych kontuzji ramion, z zespołu musiał odejść perkusista Schayer. Zastąpił go Brooks Wackerman, który grał wcześniej w Suicidal Tendencies. Do Bad Religion wrócił również Brett Gurewitz, a grupa do Epitaph Records. Wydany w 2002 roku The Process of Belief jest uważany przez fanów za powrót do dawnego stylu, sprzed przejścia do wytwórni Atlantic. W 2004 roku ukazał się album The Empire Strikes First. 9 lipca w Europie i 10 lipca 2007 roku w USA ukazała się nowa płyta, która nosi tytuł New Maps of Hell.

## Skład

### Aktualni członkowie
- Greg Graffin – wokal (od 1980)
- Brett Gurewitz (Mr. Brett) – gitara (1980–1983, 1985–1994, od 2001)
- Brian Baker – gitara (od 1994)
- Mike Dimkich – gitara (od 2013)[4]
- Jay Bentley – gitara basowa (1980–1982, od 1986)
- Jamie Miller – perkusja (od 2016)[5]

### Byli członkowie
- Brooks Wackerman – perkusja (2001–2015)
- Jay Ziskrout – perkusja (1980–1981)
- Pete Finestone – perkusja (1981–1982, 1984, 1986–1991)
- Paul Dedona – gitara basowa (1982–1984)
- Davy Goldman – perkusja (1982–1984)
- Tim Gallegos – gitara basowa (1984–1985)
- John Albert – perkusja (1985)
- Lucky Lehrer – perkusja (1986)
- Bobby Schayer – perkusja (1991–2001)
- Greg Hetson – gitara (1984, 1986–2013)

## Dyskografia
- Bad Religion (1981, EP)
- How Could Hell Be Any Worse? (1982)
- Into the Unknown (1983)
- Back to the Known (1985, EP)
- Suffer (1988)
- No Control (1989)
- Against the Grain (1990)
- ’80–’85 (1991)
- Generator (1992)
- Recipe for Hate (1993)
- Stranger Than Fiction (1994)
- All Ages (1995)
- The Gray Race (1996)
- Tested (1997)
- No Substance (1998)
- The New America (2000)
- The Process of Belief (2002)
- Punk Rock Songs (the Epic Years) (2002)
- The Empire Strikes First (2004)
- New Maps of Hell (2007)
- 30 Years Live (2010)
- The Dissent of Man (2010)
- True North (2013)
- Christmas Songs (2013)
- Age of Unreason (2019)